# James F. Collier
Pour les articles homonymes, voir Collier (homonymie).
James F. Collier est un réalisateur et scénariste américain né le 25 avril 1929 décédé le 27 mai 1991 à Creston en Californie aux (États-Unis).

## Filmographie

### comme réalisateur
- 1967 : Two a Penny (en)
- 1968 : Accroche toi Peter (For Pete's Sake)
- 1970 : To Catch a Pebble
- 1971 : The Going Up of David Lev (TV)
- 1973 : Time to Run
- 1975 : The Hiding Place
- 1980 : Joni
- 1983 : The Prodigal (en)
- 1985 : Cry from the Mountain
- 1987 : Beyond the Next Mountain
- 1987 : Caught
- 1990 : China Cry: A True Story

### comme scénariste
- 1963 : Lucía
- 1965 : The Restless Ones
- 1968 : Accroche toi Peter (For Pete's Sake)
- 1980 : Joni
- 1983 : The Prodigal (en)
- 1987 : Caught
- 1990 : China Cry: A True Story